# Georges Gavazzi
Pour les articles homonymes, voir Gavazzi.
Georges Gavazzi, né le 12 août 1944 à Pertuis et mort le 8 septembre 2011 à Avignon, est un auteur de romans policiers.

## Biographie
Passionné par la bande dessinée, il se lance dès 1962 dans l'écriture de scénarios dont certains seront illustrés par son frère François Gavazzi. Plus tard, ses textes humoristiques illustrés par d'autres dessinateurs de talent, dont le regretté Salvé, sont publiés dans Spirou, Tintin et Lisette. Il est également l'auteur de nombreux scénarios de BD mettant en scène des héros célèbres de l'époque : Tex Tone, Hoppalong Cassidy, Super Boy, Garry... (éditions Impéria, Lyon, 1962-1970).
À ses premières nouvelles publiées dès 1970 (Arédit, Tourcoing) viendront s'ajouter de nombreuses adaptations pour la BD de romans des éditions du Fleuve noir.